# Otto Dudzus

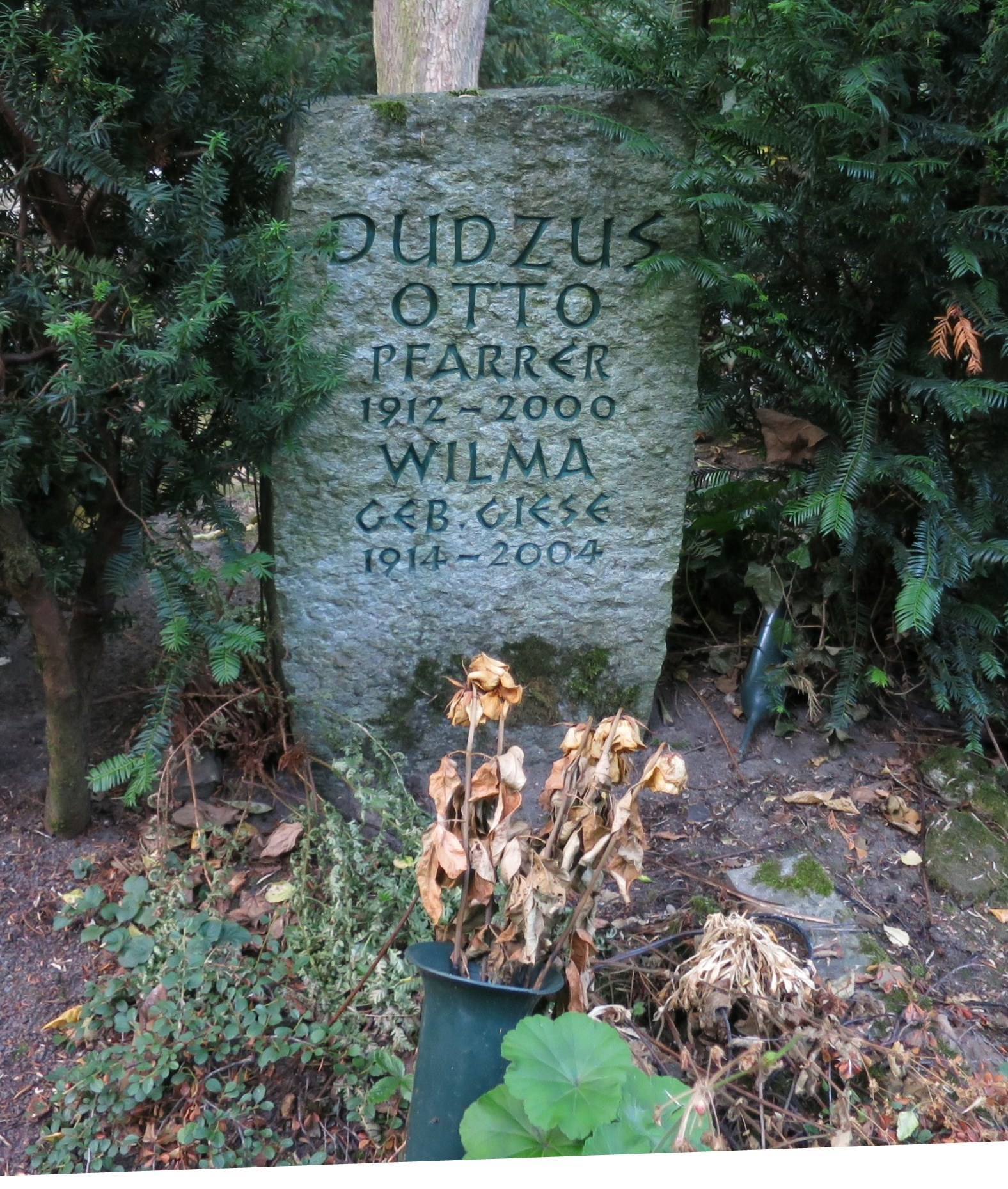
Grabstätte

Otto Dudzus (* 4. Februar 1912 in Essen; † 23. Februar 2000) war ein evangelischer Pfarrer, zudem Herausgeber und Autor.
Dudzus studierte ab 1931 in Bonn, Berlin und Rostock evangelische Theologie. Er nahm am Predigerseminar Finkenwalde bis zu dessen polizeilicher Schließung Ende September 1937 teil. Seit 1938 war Dudzus illegal als Pfarrer der Bekennenden Kirche in der Kirche Wilhelmshorst in Wilhelmshorst bei Potsdam tätig. Seit 1946 war er zunächst Studentenpfarrer der Technischen Hochschule in Berlin und danach Pfarrer in Köln-Lindenthal. 1980 trat er in den Ruhestand. Dudzus war Herausgeber und Verfasser mehrerer Bücher über Dietrich Bonhoeffer.
Weiterhin war er Mitglied der Burschenschaft Rheno-Germania Bonn. Er starb 2000 im Alter von 88 Jahren und wurde auf dem Kölner Friedhof Melaten (Flur 39) beigesetzt.